# Сэвулеску, Александру
Алекса́ндру Сэвуле́ску (рум. Alexandru Săvulescu; 8 января 1898, Роман — 11 декабря 1961) — румынский футбольный тренер, руководивший сборной Румынии на чемпионате мира по футболу 1938 года.

## Тренерская карьера
В конце 1934—начале 1935 года возглавлял сборную Румынии вместо Питера Фармера, назначенного официально, но не желавшего руководить командой. Под руководством Сэвулеску сборная приняла участие в Балканском кубке 1934/1935, на котором заняла третье место. В 1938 году был одним из двух тренеров национальной команды вместе с Константином Рэдулеску во время чемпионата мира в Франции. В 1/8 финала румынам предстояло встретиться со сборной Кубы, в связи с чем в сборной царила расслабленная атмосфера. Свой вклад в недооценку соперника внёс и Сэвулеску, заявивший: «Мы забьём им не меньше семи! Я их всех видел. Горе их головам, бедняки. Они вышли на поле в обмотанных газетами бутсах». Однако в реальности румыны не сумели выиграть матч, сыграв вничью 3:3 по итогам дополнительного времени, в связи с чем была назначена переигровка. Перед этим матчем Сэвулеску принял спорное решение заменить большую часть стартового состава по сравнению с прошлым матчем. В связи с этим второй тренер сборной, Рэдулеску, даже подговорил двух игроков сборной, Юлиу Бодолу и Николае Ковача, снова выйти на поле вместо Йоакима Молдовяну и Дьюлы Прашшлера, но его план провалился. В результате сборная проиграла Кубе со счётом 1:2 и покинула турнир, а для Сэвулеску этот матч стал последним в сборной. Всего он руководил национальной командой в 7 матчах, в которых одержал одну победу, трижды сыграл вничью и трижды проиграл, что является худшим результатом за всю её историю.